# Liste des monuments historiques de Borgerhout
Cette page regroupe l'ensemble des monuments classés du district de Borgerhout dans la ville d'Anvers.

## Monuments
| Objet                                                                                 | Statut du classement? | Année de construction/architecte | Section communale | Adresse                      | Coordonnées                      | Numéro d'inventaire | Illustration                                                                              |
| ------------------------------------------------------------------------------------- | --------------------- | -------------------------------- | ----------------- | ---------------------------- | -------------------------------- | ------------------- | ----------------------------------------------------------------------------------------- |
| (nl) Neoclassicistische eenheidsbebouwing                                             |                       |                                  | Borgerhout        | Van Geertstraat 2            | 51° 13′ 02″ nord, 4° 25′ 42″ est | 6618                | Téléverser                                                                                |
| (nl) Neoclassicistische eenheidsbebouwing                                             |                       |                                  | Borgerhout        | Turnhoutsebaan 2             | 51° 13′ 02″ nord, 4° 25′ 44″ est | 6619                | Téléverser                                                                                |
| (nl) Neoclassicistische eenheidsbebouwing                                             |                       |                                  | Borgerhout        | Van Geertstraat 1            | 51° 13′ 02″ nord, 4° 25′ 44″ est | 6619                | Téléverser                                                                                |
| (nl) Hoekhuis, eigen huis A. Poels                                                    |                       |                                  | Borgerhout        | Arthur Matthyslaan 61        | 51° 12′ 15″ nord, 4° 27′ 09″ est | 11158               | Téléverser                                                                                |
| (nl) Stedelijke basisschool                                                           |                       |                                  | Borgerhout        | Betogingstraat 9             | 51° 12′ 38″ nord, 4° 26′ 04″ est | 11160               | Téléverser                                                                                |
| (nl) Enkelhuis "Anno 1906"                                                            |                       |                                  | Borgerhout        | Bijlstraat 25                | 51° 13′ 18″ nord, 4° 26′ 29″ est | 11162               | Téléverser                                                                                |
| (nl) Enkelhuis "Anno 1906"                                                            |                       |                                  | Borgerhout        | Bijlstraat 27                | 51° 13′ 18″ nord, 4° 26′ 29″ est | 11162               | Téléverser                                                                                |
| (nl) Eenheidsbebouwing drie enkelhuizen                                               |                       |                                  | Borgerhout        | Bleekhofstraat 36            | 51° 12′ 42″ nord, 4° 25′ 43″ est | 11163               | Téléverser                                                                                |
| (nl) Eenheidsbebouwing drie enkelhuizen                                               |                       |                                  | Borgerhout        | Bleekhofstraat 38            | 51° 12′ 42″ nord, 4° 25′ 43″ est | 11163               | Téléverser                                                                                |
| (nl) Eenheidsbebouwing drie enkelhuizen                                               |                       |                                  | Borgerhout        | Bleekhofstraat 40            | 51° 12′ 42″ nord, 4° 25′ 43″ est | 11163               | Téléverser                                                                                |
| (nl) Eigen woonhuis architect Van Meel                                                |                       |                                  | Borgerhout        | Cruyslei 10                  | 51° 11′ 54″ nord, 4° 27′ 19″ est | 11164               | Téléverser                                                                                |
| (nl) Eenheidsbebouwing                                                                |                       |                                  | Borgerhout        | De Leescorfstraat 43         | 51° 12′ 06″ nord, 4° 26′ 54″ est | 11166               | Téléverser                                                                                |
| (nl) Eenheidsbebouwing                                                                |                       |                                  | Borgerhout        | De Leescorfstraat 45         | 51° 12′ 06″ nord, 4° 26′ 54″ est | 11166               | Téléverser                                                                                |
| (nl) Eenheidsbebouwing                                                                |                       |                                  | Borgerhout        | De Leescorfstraat 47         | 51° 12′ 06″ nord, 4° 26′ 54″ est | 11166               | Téléverser                                                                                |
| (nl) Eenheidsbebouwing                                                                |                       |                                  | Borgerhout        | De Leescorfstraat 49         | 51° 12′ 06″ nord, 4° 26′ 54″ est | 11166               | Téléverser                                                                                |
| (nl) Eenheidsbebouwing                                                                |                       |                                  | Borgerhout        | De Leescorfstraat 51         | 51° 12′ 06″ nord, 4° 26′ 54″ est | 11166               | Téléverser                                                                                |
| (nl) Eenheidsbebouwing                                                                |                       |                                  | Borgerhout        | De Leescorfstraat 53         | 51° 12′ 06″ nord, 4° 26′ 54″ est | 11166               | Téléverser                                                                                |
| (nl) Eenheidsbebouwing                                                                |                       |                                  | Borgerhout        | De Leescorfstraat 55         | 51° 12′ 06″ nord, 4° 26′ 54″ est | 11166               | Téléverser                                                                                |
| (nl) Eenheidsbebouwing                                                                |                       |                                  | Borgerhout        | De Leescorfstraat 57         | 51° 12′ 06″ nord, 4° 26′ 54″ est | 11166               | Téléverser                                                                                |
| (nl) Eenheidsbebouwing                                                                |                       |                                  | Borgerhout        | De Leescorfstraat 59         | 51° 12′ 06″ nord, 4° 26′ 54″ est | 11166               | Téléverser                                                                                |
| (nl) Eenheidsbebouwing                                                                |                       |                                  | Borgerhout        | De Leescorfstraat 61         | 51° 12′ 06″ nord, 4° 26′ 54″ est | 11166               | Téléverser                                                                                |
| (nl) Stedelijke basisschool                                                           |                       |                                  | Borgerhout        | Florastraat 120              | 51° 13′ 08″ nord, 4° 26′ 32″ est | 11168               | Téléverser                                                                                |
| (nl) Eclectisch enkelhuis                                                             |                       |                                  | Borgerhout        | Fonteinstraat 46             | 51° 12′ 43″ nord, 4° 26′ 32″ est | 11169               | Téléverser                                                                                |
| (nl) Enkelhuizen                                                                      |                       |                                  | Borgerhout        | Fonteinstraat 50             | 51° 12′ 42″ nord, 4° 26′ 31″ est | 11170               | Téléverser                                                                                |
| (nl) Enkelhuizen                                                                      |                       |                                  | Borgerhout        | Fonteinstraat 52             | 51° 12′ 42″ nord, 4° 26′ 31″ est | 11170               | Téléverser                                                                                |
| (nl) Enkelhuizen                                                                      |                       |                                  | Borgerhout        | Godtsstraat 44               | 51° 12′ 42″ nord, 4° 26′ 31″ est | 11170               | Téléverser                                                                                |
| (nl) Stedelijk lyceum                                                                 |                       |                                  | Borgerhout        | Generaal De Wetstraat 14     | 51° 13′ 00″ nord, 4° 26′ 22″ est | 11171               | Téléverser                                                                                |
| (nl) Stedelijk lyceum                                                                 |                       |                                  | Borgerhout        | Generaal De Wetstraat 16     | 51° 13′ 00″ nord, 4° 26′ 22″ est | 11171               | Téléverser                                                                                |
| (nl) Stedelijk lyceum                                                                 |                       |                                  | Borgerhout        | Generaal De Wetstraat 18     | 51° 13′ 00″ nord, 4° 26′ 22″ est | 11171               | Téléverser                                                                                |
| (nl) Neoclassicistische enkelhuizen                                                   |                       |                                  | Borgerhout        | Generaal Eisenhowerlei 7     | 51° 12′ 58″ nord, 4° 26′ 09″ est | 11172               | Téléverser                                                                                |
| (nl) Neoclassicistische enkelhuizen                                                   |                       |                                  | Borgerhout        | Generaal Eisenhowerlei 9     | 51° 12′ 58″ nord, 4° 26′ 09″ est | 11172               | Téléverser                                                                                |
| (nl) Neoclassicistische enkelhuizen                                                   |                       |                                  | Borgerhout        | Generaal Eisenhowerlei 11    | 51° 12′ 58″ nord, 4° 26′ 09″ est | 11172               | Téléverser                                                                                |
| (nl) Enkelhuisjes                                                                     |                       |                                  | Borgerhout        | Generaal Eisenhowerlei 71    | 51° 13′ 04″ nord, 4° 26′ 13″ est | 11173               | Téléverser                                                                                |
| (nl) Enkelhuisjes                                                                     |                       |                                  | Borgerhout        | Generaal Eisenhowerlei 73    | 51° 13′ 04″ nord, 4° 26′ 13″ est | 11173               | Téléverser                                                                                |
| (nl) Eenheidsbebouwing                                                                |                       |                                  | Borgerhout        | Gravinstraat 20              | 51° 12′ 56″ nord, 4° 26′ 35″ est | 11175               | Téléverser                                                                                |
| (nl) Eenheidsbebouwing                                                                |                       |                                  | Borgerhout        | Gravinstraat 22              | 51° 12′ 56″ nord, 4° 26′ 35″ est | 11175               | Téléverser                                                                                |
| (nl) Eenheidsbebouwing                                                                |                       |                                  | Borgerhout        | Sint-Lucasstraat 1           | 51° 12′ 56″ nord, 4° 26′ 35″ est | 11175               | Téléverser                                                                                |
| (nl) Neoclassicistisch pand                                                           |                       |                                  | Borgerhout        | Helmstraat 107               | 51° 13′ 06″ nord, 4° 26′ 07″ est | 11176               | Téléverser                                                                                |
| (nl) Art deco flatgebouw                                                              |                       |                                  | Borgerhout        | Helmstraat 129               | 51° 13′ 06″ nord, 4° 26′ 12″ est | 11177               | Téléverser                                                                                |
| (nl) Art deco flatgebouw                                                              |                       |                                  | Borgerhout        | Helmstraat 131               | 51° 13′ 06″ nord, 4° 26′ 12″ est | 11177               | Téléverser                                                                                |
| (nl) Neoclassicistisch dubbelhuis                                                     |                       |                                  | Borgerhout        | Helmstraat 98                | 51° 13′ 03″ nord, 4° 26′ 04″ est | 11178               | Téléverser                                                                                |
| (nl) Neoclassicistisch dubbelhuis                                                     |                       |                                  | Borgerhout        | Helmstraat 100               | 51° 13′ 03″ nord, 4° 26′ 04″ est | 11178               | Téléverser                                                                                |
| (nl) Eenheidsbebouwing van enkelhuizen                                                | Oui                   |                                  | Borgerhout        | Herentalsebaan 12            | 51° 12′ 36″ nord, 4° 27′ 12″ est | 11179               | Téléverser                                                                                |
| (nl) Eenheidsbebouwing van enkelhuizen                                                | Oui                   |                                  | Borgerhout        | Herentalsebaan 14            | 51° 12′ 36″ nord, 4° 27′ 12″ est | 11179               | Téléverser                                                                                |
| (nl) Eenheidsbebouwing van enkelhuizen                                                | Oui                   |                                  | Borgerhout        | Herentalsebaan 16            | 51° 12′ 36″ nord, 4° 27′ 12″ est | 11179               | Téléverser                                                                                |
| (nl) Eenheidsbebouwing van enkelhuizen                                                | Oui                   |                                  | Borgerhout        | Herentalsebaan 18            | 51° 12′ 36″ nord, 4° 27′ 12″ est | 11179               | Téléverser                                                                                |
| (nl) Enkelhuizen                                                                      |                       |                                  | Borgerhout        | Jaak De Braeckeleerstraat 4  | 51° 12′ 53″ nord, 4° 26′ 15″ est | 11180               | Téléverser                                                                                |
| (nl) Enkelhuizen                                                                      |                       |                                  | Borgerhout        | Jaak De Braeckeleerstraat 6  | 51° 12′ 53″ nord, 4° 26′ 15″ est | 11180               | Téléverser                                                                                |
| (nl) Enkelhuizen                                                                      |                       |                                  | Borgerhout        | Jaak De Braeckeleerstraat 8  | 51° 12′ 53″ nord, 4° 26′ 15″ est | 11180               | Téléverser                                                                                |
| (nl) Enkelhuizen                                                                      |                       |                                  | Borgerhout        | Jaak De Braeckeleerstraat 10 | 51° 12′ 53″ nord, 4° 26′ 15″ est | 11180               | Téléverser                                                                                |
| (nl) Burgerhuizen                                                                     |                       |                                  | Borgerhout        | Jaak De Braeckeleerstraat 14 | 51° 12′ 53″ nord, 4° 26′ 16″ est | 11181               | Téléverser                                                                                |
| (nl) Burgerhuizen                                                                     |                       |                                  | Borgerhout        | Jaak De Braeckeleerstraat 16 | 51° 12′ 53″ nord, 4° 26′ 16″ est | 11181               | Téléverser                                                                                |
| (nl) Burgerhuizen                                                                     |                       |                                  | Borgerhout        | Jaak De Braeckeleerstraat 18 | 51° 12′ 53″ nord, 4° 26′ 16″ est | 11181               | Téléverser                                                                                |
| (nl) Burgerhuizen                                                                     |                       |                                  | Borgerhout        | Jaak De Braeckeleerstraat 20 | 51° 12′ 53″ nord, 4° 26′ 16″ est | 11181               | Téléverser                                                                                |
| (nl) Eengezinswoning                                                                  |                       |                                  | Borgerhout        | Joos Robijnslei 20           | 51° 11′ 56″ nord, 4° 27′ 19″ est | 11182               | Téléverser                                                                                |
| (nl) Eenheidsbebouwing enkelhuizen                                                    |                       |                                  | Borgerhout        | Joos Robijnslei 50           | 51° 12′ 01″ nord, 4° 27′ 21″ est | 11183               | Téléverser                                                                                |
| (nl) Eenheidsbebouwing enkelhuizen                                                    |                       |                                  | Borgerhout        | Joos Robijnslei 52           | 51° 12′ 01″ nord, 4° 27′ 21″ est | 11183               | Téléverser                                                                                |
| (nl) Enkelhuis                                                                        |                       |                                  | Borgerhout        | Joris Helleputtestraat 10    | 51° 11′ 52″ nord, 4° 27′ 15″ est | 11184               | Téléverser                                                                                |
| (nl) Enkelhuis                                                                        |                       |                                  | Borgerhout        | Joris Helleputtestraat 22    | 51° 11′ 51″ nord, 4° 27′ 14″ est | 11185               | Téléverser                                                                                |
| (nl) Woning naar ontwerp van L. Momont                                                |                       |                                  | Borgerhout        | Jozef Posenaerstraat 67      | 51° 12′ 43″ nord, 4° 27′ 09″ est | 11186               | Téléverser                                                                                |
| Maison, logis de l'archit. Émile Van Averbeke (nl) Eigen woonhuis van E. Van Averbeke |                       |                                  | Borgerhout        | Karel De Preterlei 188       | 51° 12′ 04″ nord, 4° 26′ 59″ est | 11187               | alt=Maison, logis de l'archit. Émile Van Averbeke (nl) Eigen woonhuis van E. Van Averbeke |
| (nl) Hoekpand                                                                         |                       |                                  | Borgerhout        | Karel Geertsstraat 19        | 51° 12′ 59″ nord, 4° 26′ 40″ est | 11188               | Téléverser                                                                                |
| (nl) Woning, bureel-werkplaats                                                        | Oui                   |                                  | Borgerhout        | Kattenberg 116               | 51° 12′ 54″ nord, 4° 26′ 20″ est | 11189               | Téléverser                                                                                |
| (nl) Woning, bureel-werkplaats                                                        | Oui                   |                                  | Borgerhout        | Kattenberg 118               | 51° 12′ 54″ nord, 4° 26′ 20″ est | 11189               | Téléverser                                                                                |
| (nl) Woning, bureel-werkplaats                                                        | Oui                   |                                  | Borgerhout        | Kattenberg 120               | 51° 12′ 54″ nord, 4° 26′ 20″ est | 11189               | Téléverser                                                                                |
| (nl) Eenheidsbebouwing enkelhuizen                                                    |                       |                                  | Borgerhout        | Kistemaeckersstraat 13       | 51° 13′ 10″ nord, 4° 26′ 13″ est | 11190               | Téléverser                                                                                |
| (nl) Eenheidsbebouwing enkelhuizen                                                    |                       |                                  | Borgerhout        | Kistemaeckersstraat 15       | 51° 13′ 10″ nord, 4° 26′ 13″ est | 11190               | Téléverser                                                                                |
| (nl) Eenheidsbebouwing enkelhuizen                                                    |                       |                                  | Borgerhout        | Kistemaeckersstraat 17       | 51° 13′ 10″ nord, 4° 26′ 13″ est | 11190               | Téléverser                                                                                |
| (nl) Eenheidsbebouwing enkelhuizen                                                    |                       |                                  | Borgerhout        | Kistemaeckersstraat 19       | 51° 13′ 10″ nord, 4° 26′ 13″ est | 11190               | Téléverser                                                                                |
| (nl) Eenheidsbebouwing enkelhuizen                                                    |                       |                                  | Borgerhout        | Kistemaeckersstraat 21       | 51° 13′ 10″ nord, 4° 26′ 13″ est | 11190               | Téléverser                                                                                |
| (nl) Eenheidsbebouwing enkelhuizen                                                    |                       |                                  | Borgerhout        | Kistemaeckersstraat 23       | 51° 13′ 10″ nord, 4° 26′ 13″ est | 11190               | Téléverser                                                                                |
| (nl) Parochiekerk Heilige Familie en Sint-Corneel                                     | Oui                   |                                  | Borgerhout        | Koxplein                     | 51° 12′ 39″ nord, 4° 26′ 01″ est | 11191               | Téléverser                                                                                |
| (nl) Kerkmeesterswoning en pastorie                                                   | Oui                   |                                  | Borgerhout        | Betogingstraat 2             |                                  | 11192               | Téléverser                                                                                |
| (nl) Kerkmeesterswoning en pastorie                                                   | Oui                   |                                  | Borgerhout        | Betogingstraat 4             |                                  | 11192               | Téléverser                                                                                |
| (nl) Dubbelhuizen                                                                     |                       |                                  | Borgerhout        | Kroonstraat 43               | 51° 12′ 54″ nord, 4° 25′ 49″ est | 11193               | Téléverser                                                                                |
| (nl) Dubbelhuizen                                                                     |                       |                                  | Borgerhout        | Kroonstraat 45               | 51° 12′ 54″ nord, 4° 25′ 49″ est | 11193               | Téléverser                                                                                |
| (nl) Meergezinswoning                                                                 |                       |                                  | Borgerhout        | Kroonstraat 47               | 51° 12′ 54″ nord, 4° 25′ 49″ est | 11194               | Téléverser                                                                                |
| (nl) Dubbelhuis                                                                       |                       |                                  | Borgerhout        | Kroonstraat 49               | 51° 12′ 53″ nord, 4° 25′ 49″ est | 11195               | Téléverser                                                                                |
| (nl) Hoekhuis                                                                         |                       |                                  | Borgerhout        | Kroonstraat 159              | 51° 12′ 42″ nord, 4° 25′ 47″ est | 11196               | Téléverser                                                                                |
| (nl) Enkelhuizen in eenheidsbebouwing                                                 |                       |                                  | Borgerhout        | Kroonstraat 38               | 51° 12′ 54″ nord, 4° 25′ 47″ est | 11197               | Téléverser                                                                                |
| (nl) Enkelhuizen in eenheidsbebouwing                                                 |                       |                                  | Borgerhout        | Kroonstraat 40               | 51° 12′ 54″ nord, 4° 25′ 47″ est | 11197               | Téléverser                                                                                |
| (nl) Enkelhuizen in eenheidsbebouwing                                                 |                       |                                  | Borgerhout        | Kroonstraat 42               | 51° 12′ 54″ nord, 4° 25′ 47″ est | 11197               | Téléverser                                                                                |
| (nl) Rijhuizen                                                                        |                       |                                  | Borgerhout        | Kroonstraat 44               | 51° 12′ 43″ nord, 4° 25′ 44″ est | 11198               | Téléverser                                                                                |
| (nl) Rijhuizen                                                                        |                       |                                  | Borgerhout        | Kroonstraat 46               | 51° 12′ 43″ nord, 4° 25′ 44″ est | 11198               | Téléverser                                                                                |
| (nl) Rijhuizen                                                                        |                       |                                  | Borgerhout        | Kroonstraat 66               | 51° 12′ 43″ nord, 4° 25′ 44″ est | 11198               | Téléverser                                                                                |
| (nl) Rijhuizen                                                                        |                       |                                  | Borgerhout        | Kroonstraat 138              | 51° 12′ 43″ nord, 4° 25′ 44″ est | 11198               | Téléverser                                                                                |
| (nl) Rijhuizen                                                                        |                       |                                  | Borgerhout        | Kroonstraat 166              | 51° 12′ 43″ nord, 4° 25′ 44″ est | 11198               | Téléverser                                                                                |
| (nl) Parochiekerk van Onze-Lieve-Vrouw ter Sneeuw                                     |                       |                                  | Borgerhout        | Laar                         | 51° 12′ 59″ nord, 4° 26′ 03″ est | 11199               | Téléverser                                                                                |
| (nl) Art nouveau hoekhuis                                                             | Oui                   |                                  | Borgerhout        | Laar 30                      | 51° 13′ 01″ nord, 4° 26′ 04″ est | 11200               | Téléverser                                                                                |
| (nl) Art nouveau enkelhuis                                                            |                       |                                  | Borgerhout        | Laar 31                      | 51° 13′ 01″ nord, 4° 26′ 05″ est | 11201               | Téléverser                                                                                |
| (nl) Dubbelhuis                                                                       |                       |                                  | Borgerhout        | Lammekensstraat 79           | 51° 13′ 00″ nord, 4° 25′ 59″ est | 11203               | Téléverser                                                                                |
| (nl) Schoolgebouw                                                                     |                       |                                  | Borgerhout        | Lammekensstraat 84           | 51° 12′ 59″ nord, 4° 25′ 57″ est | 11204               | Téléverser                                                                                |
| (nl) Woning De Roover-Braem                                                           |                       |                                  | Borgerhout        | Luchtvaartstraat 28          | 51° 11′ 49″ nord, 4° 27′ 18″ est | 11206               | Téléverser                                                                                |
| (nl) Stedelijke school                                                                |                       |                                  | Borgerhout        | Maarschalk Montgomeryplein 8 | 51° 12′ 41″ nord, 4° 26′ 19″ est | 11207               | Téléverser                                                                                |
| (nl) Districthuis van Borgerhout                                                      | Oui                   |                                  | Borgerhout        | Moorkensplein                | 51° 12′ 49″ nord, 4° 26′ 01″ est | 11208               | (nl) Districthuis van Borgerhout                                                          |
| (nl) Neorenaissance woning met natuurstenen gevel                                     |                       |                                  | Borgerhout        | Moorkensplein 16             | 51° 12′ 48″ nord, 4° 26′ 04″ est | 11209               | Téléverser                                                                                |
| (nl) Huizen in eenheidsbebouwing                                                      |                       |                                  | Borgerhout        | Oedenkovenstraat 17          | 51° 12′ 50″ nord, 4° 25′ 51″ est | 11210               | Téléverser                                                                                |
| (nl) Huizen in eenheidsbebouwing                                                      |                       |                                  | Borgerhout        | Oedenkovenstraat 19          | 51° 12′ 50″ nord, 4° 25′ 51″ est | 11210               | Téléverser                                                                                |
| (nl) Huizen in eenheidsbebouwing                                                      |                       |                                  | Borgerhout        | Oedenkovenstraat 21          | 51° 12′ 50″ nord, 4° 25′ 51″ est | 11210               | Téléverser                                                                                |
| (nl) Enkelhuis                                                                        |                       |                                  | Borgerhout        | Oedenkovenstraat 29          | 51° 12′ 50″ nord, 4° 25′ 52″ est | 11211               | Téléverser                                                                                |
| (nl) Enkelhuis                                                                        |                       |                                  | Borgerhout        | Oedenkovenstraat 46          | 51° 12′ 48″ nord, 4° 25′ 54″ est | 11212               | Téléverser                                                                                |
| (nl) Bioscoop "Roma"                                                                  | Oui                   |                                  | Borgerhout        | Appelstraat 10               |                                  | 11213               | Téléverser                                                                                |
| (nl) Bioscoop "Roma"                                                                  | Oui                   |                                  | Borgerhout        | Prins Leopoldstraat 5        | 51° 12′ 49″ nord, 4° 26′ 22″ est | 11213               | Téléverser                                                                                |
| (nl) Bioscoop "Roma"                                                                  | Oui                   |                                  | Borgerhout        | Turnhoutsebaan 296           |                                  | 11213               | Téléverser                                                                                |
| (nl) Vrij Technisch Instituut Borgerhout                                              |                       |                                  | Borgerhout        | Prins Leopoldstraat 51       | 51° 12′ 44″ nord, 4° 26′ 22″ est | 11214               | Téléverser                                                                                |
| (nl) Eigen woonhuis W. Toubhans                                                       |                       |                                  | Borgerhout        | Sint-Erasmusstraat 27        | 51° 12′ 54″ nord, 4° 25′ 52″ est | 11215               | Téléverser                                                                                |
| (nl) Parochiekerk Sint-Jan                                                            | Oui                   |                                  | Borgerhout        | Sint-Janstraat 41            | 51° 12′ 55″ nord, 4° 26′ 31″ est | 11216               | Téléverser                                                                                |
| (nl) Enkelhuis "Anno 1900"                                                            |                       |                                  | Borgerhout        | Sint-Mattheusstraat 31       | 51° 12′ 53″ nord, 4° 26′ 29″ est | 11217               | Téléverser                                                                                |
| (nl) "Dit is in de passer", enkelhuis                                                 |                       |                                  | Borgerhout        | Sint-Mattheusstraat 35       | 51° 12′ 53″ nord, 4° 26′ 28″ est | 11218               | Téléverser                                                                                |
| (nl) Pastorie van de Sint-Jansparochie                                                |                       |                                  | Borgerhout        | Sint-Mattheusstraat 41       | 51° 12′ 53″ nord, 4° 26′ 27″ est | 11219               | Téléverser                                                                                |
| (nl) Neoclassicistisch enkelhuis                                                      |                       |                                  | Borgerhout        | Sint-Mattheusstraat 53       | 51° 12′ 52″ nord, 4° 26′ 26″ est | 11220               | Téléverser                                                                                |
| (nl) Art nouveau enkelhuis                                                            | Oui                   |                                  | Borgerhout        | Stenenbrug 99                | 51° 12′ 43″ nord, 4° 27′ 01″ est | 11221               | Téléverser                                                                                |
| (nl) Flatgebouw                                                                       |                       |                                  | Borgerhout        | Stenenbrug 92                | 51° 12′ 43″ nord, 4° 26′ 56″ est | 11222               | Téléverser                                                                                |
| (nl) Flatgebouw                                                                       |                       |                                  | Borgerhout        | Stenenbrug 94                | 51° 12′ 43″ nord, 4° 26′ 56″ est | 11222               | Téléverser                                                                                |
| (nl) Huizen                                                                           |                       |                                  | Borgerhout        | Betogingstraat 1             | 51° 12′ 39″ nord, 4° 26′ 04″ est | 11223               | Téléverser                                                                                |
| (nl) Huizen                                                                           |                       |                                  | Borgerhout        | Betogingstraat 3             | 51° 12′ 39″ nord, 4° 26′ 04″ est | 11223               | Téléverser                                                                                |
| (nl) Huizen                                                                           |                       |                                  | Borgerhout        | Betogingstraat 5             | 51° 12′ 39″ nord, 4° 26′ 04″ est | 11223               | Téléverser                                                                                |
| (nl) Huizen                                                                           |                       |                                  | Borgerhout        | Sterlingerstraat 2           | 51° 12′ 39″ nord, 4° 26′ 04″ est | 11223               | Téléverser                                                                                |
| (nl) Huizen                                                                           |                       |                                  | Borgerhout        | Sterlingerstraat 4           | 51° 12′ 39″ nord, 4° 26′ 04″ est | 11223               | Téléverser                                                                                |
| (nl) Huizen                                                                           |                       |                                  | Borgerhout        | Sterlingerstraat 6           | 51° 12′ 39″ nord, 4° 26′ 04″ est | 11223               | Téléverser                                                                                |
| (nl) "In de klok", winkelhuis                                                         |                       |                                  | Borgerhout        | Sterlingerstraat 58          | 51° 12′ 38″ nord, 4° 26′ 12″ est | 11224               | Téléverser                                                                                |
| (nl) Hoekhuis                                                                         |                       |                                  | Borgerhout        | Sterlingerstraat 92          | 51° 12′ 37″ nord, 4° 26′ 19″ est | 11225               | Téléverser                                                                                |
| (nl) Dubbelhuis in Nieuwe Zakelijkheid                                                |                       |                                  | Borgerhout        | Sterrenborgstraat 6          | 51° 12′ 06″ nord, 4° 26′ 58″ est | 11226               | Téléverser                                                                                |
| (nl) Enkelhuis in neorenaissancestijl                                                 |                       |                                  | Borgerhout        | Turnhoutsebaan 25            | 51° 13′ 01″ nord, 4° 25′ 48″ est | 11228               | Téléverser                                                                                |
| (nl) Winkelpand en meergezinswoning                                                   |                       |                                  | Borgerhout        | Turnhoutsebaan 12            | 51° 13′ 00″ nord, 4° 25′ 45″ est | 11229               | Téléverser                                                                                |
| (nl) Winkelpand en meergezinswoning                                                   |                       |                                  | Borgerhout        | Turnhoutsebaan 14            | 51° 13′ 00″ nord, 4° 25′ 45″ est | 11229               | Téléverser                                                                                |
| (nl) Eclectisch enkelhuis                                                             |                       |                                  | Borgerhout        | Turnhoutsebaan 40            | 51° 12′ 59″ nord, 4° 25′ 48″ est | 11230               | Téléverser                                                                                |
| (nl) Hoekhuis                                                                         |                       |                                  | Borgerhout        | Turnhoutsebaan 48            | 51° 12′ 58″ nord, 4° 25′ 49″ est | 11231               | Téléverser                                                                                |
| (nl) Flatgebouw                                                                       |                       |                                  | Borgerhout        | Turnhoutsebaan 80            | 51° 12′ 56″ nord, 4° 25′ 53″ est | 11232               | Téléverser                                                                                |
| (nl) Vredegerecht van Borgerhout                                                      |                       |                                  | Borgerhout        | Turnhoutsebaan 92            | 51° 12′ 55″ nord, 4° 25′ 54″ est | 11233               | Téléverser                                                                                |
| (nl) Enkelhuis                                                                        |                       |                                  | Borgerhout        | Turnhoutsebaan 94            | 51° 12′ 56″ nord, 4° 25′ 55″ est | 11234               | Téléverser                                                                                |
| (nl) "Reuzenhuis", eerste gemeentehuis van Borgerhout                                 | Oui                   |                                  | Borgerhout        | Turnhoutsebaan 110           | 51° 12′ 55″ nord, 4° 25′ 58″ est | 11235               | Téléverser                                                                                |
| (nl) Enkelhuis in neo-Vlaamse renaissancestijl                                        |                       |                                  | Borgerhout        | Van der Keilenstraat 37      | 51° 13′ 02″ nord, 4° 25′ 50″ est | 11236               | Téléverser                                                                                |
| (nl) Enkelhuis                                                                        |                       |                                  | Borgerhout        | Van Hersteenstraat 12        | 51° 12′ 10″ nord, 4° 26′ 58″ est | 11237               | Téléverser                                                                                |
| (nl) Enkelhuis                                                                        |                       |                                  | Borgerhout        | Verzoeningstraat 20          | 51° 13′ 01″ nord, 4° 26′ 08″ est | 11238               | Téléverser                                                                                |
| (nl) Flatgebouw in Art Deco                                                           |                       |                                  | Borgerhout        | Ferdinand Berckmansstraat 1  | 51° 13′ 02″ nord, 4° 26′ 16″ est | 11239               | Téléverser                                                                                |
| (nl) Eenheidsbebouwing                                                                |                       |                                  | Borgerhout        | Vinçottestraat 53            | 51° 13′ 03″ nord, 4° 26′ 16″ est | 11240               | Téléverser                                                                                |
| (nl) Eenheidsbebouwing                                                                |                       |                                  | Borgerhout        | Vinçottestraat 55            | 51° 13′ 03″ nord, 4° 26′ 16″ est | 11240               | Téléverser                                                                                |
| (nl) Eenheidsbebouwing                                                                |                       |                                  | Borgerhout        | Vinçottestraat 57            | 51° 13′ 03″ nord, 4° 26′ 16″ est | 11240               | Téléverser                                                                                |
| (nl) Schoolgebouwen                                                                   |                       |                                  | Borgerhout        | Vinçottestraat 44            | 51° 13′ 00″ nord, 4° 26′ 20″ est | 11241               | Téléverser                                                                                |
| (nl) Enkelhuis                                                                        |                       |                                  | Borgerhout        | Vosstraat 8                  | 51° 11′ 54″ nord, 4° 27′ 10″ est | 11242               | Téléverser                                                                                |
| (nl) Enkelhuis in Nieuwe Zakelijkheid                                                 | Oui                   |                                  | Borgerhout        | Wolfjagerslei 18             | 51° 11′ 59″ nord, 4° 27′ 22″ est | 11243               | Téléverser                                                                                |
| (nl) Xaveriuscollege en -kerk                                                         | Oui                   |                                  | Borgerhout        | Collegelaan 36               | 51° 12′ 47″ nord, 4° 27′ 03″ est | 200494              | Téléverser                                                                                |
| (nl) Parochiekerk Sint-Anna                                                           |                       |                                  | Borgerhout        | Goedendagstraat 48           |                                  | 206841              | Téléverser                                                                                |
| (nl) Waterbouwkundig laboratorium                                                     |                       |                                  | Borgerhout        | Berchemlei 115               |                                  | 213648              | Téléverser                                                                                |

## Ensembles architecturaux
| Objet                          | Statut du classement? | Année de construction/architecte | Section communale | Adresse                                                 | Coordonnées | Numéro d'inventaire | Illustration |
| ------------------------------ | --------------------- | -------------------------------- | ----------------- | ------------------------------------------------------- | ----------- | ------------------- | ------------ |
| (nl) Nationale Werf Borgerhout |                       |                                  | Borgerhout        | Gitschotellei 333 en 335 Jakob Smitsstraat 1-27 en 2-32 |             | 26549               | Téléverser   |